# الی ویزل
"الیزر الی" ویزل (به انگلیسی: Eliezer "Elie" Wiesel) زاده ۳۰ سپتامبر ۱۹۲۸ در رومانی - درگذشته ۲ ژوئیه ۲۰۱۶ در ایالات متحده آمریکا) نویسنده، فعال سیاسی، برنده جایزه صلح نوبل و استاد یهودی و از بازماندگان هولوکاست بود. او از سال ۱۹۹۸ تا پایان زندگی‌اش سفیر صلح سازمان ملل، در موضوع حقوق بشر بود.

## دوران کودکی و اسارت

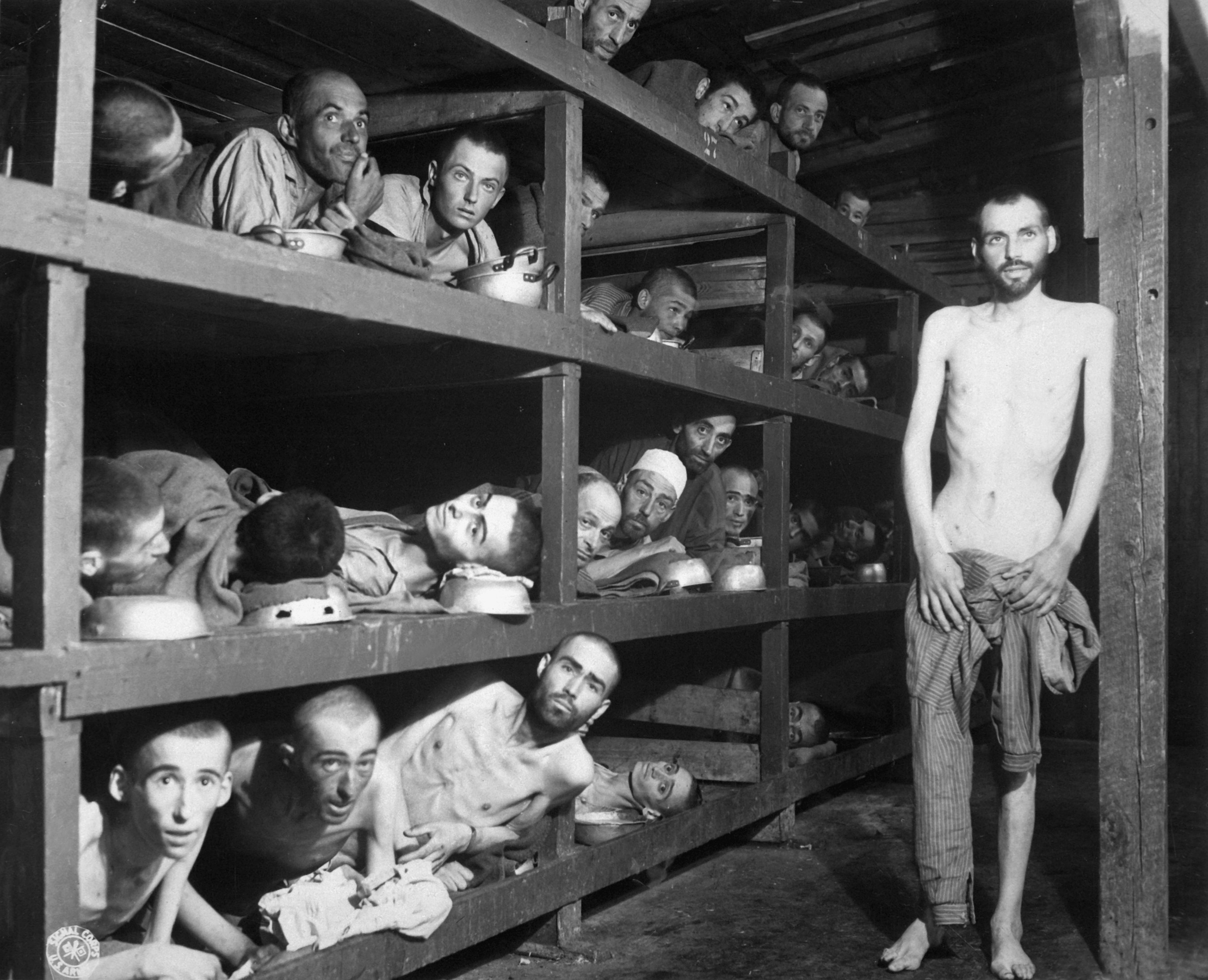
بردگان کارگر یهودی در اردوگاه مرگ بوخن‌والد در نزدیکی ینا در آلمان، در تاریخ ۱۶ آوریل ۱۹۴۵. الی ویزل در تصویر دیده می‌شود.

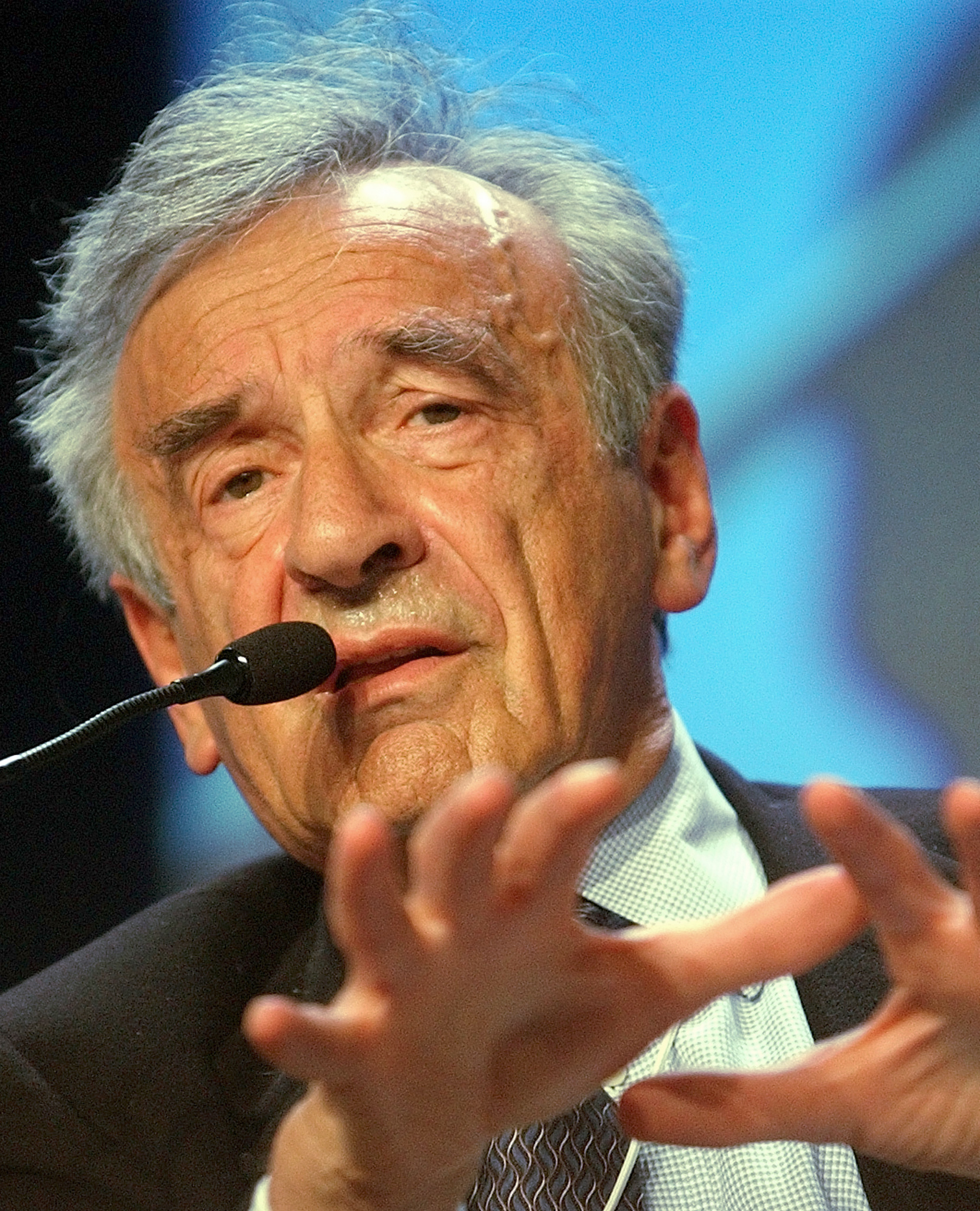
سخنرانی ویزل گردهمایی سالانه مجمع جهانی اقتصاد در سال ۲۰۰۳

ویزل در سپتامبر ۱۹۲۸ میلادی در شهرک سیغه (سیگتو مرمتسیه) از منطقه ترانسیلوانی رومانی در سرحدات مجارستان در خانواده‌ای یهودی به دنیا آمد. پدر و مادرش مغازه کوچکی داشتند و خانواده آنها علاوه بر او شامل سه دختر دیگر نیز می‌شد.
آغاز جنگ جهانی دوم در سال ۱۹۳۹ میلادی با الحاق اتریش به خاک آلمان و حمله این کشور به چکسلواکی و لهستان، دنیا را به جنگ خونینی کشاند که به کشتار دستجمعی یهودیان منجر شد. تنفر هیتلر، نازی‌ها و متحدان آنها نسبت به اقوام دیگر بخصوص یهودیان در حدی بود که بنا بر محاسبات موثق بیش از شش میلیون یهودی و میلیونها مخالف سیاسی، کولی و اقلیت‌های ملی در اردوگاه‌های اجباری یا کوره‌های آدم سوزی جان خود را از دست دادند.
در سال ۱۹۴۰ میلادی شهرک زادگاه ویزل به قلمرو مجارستان درآمد و در سال ۱۹۴۴ یهودیان کشورهای تحت اشغال آلمان نازی و متحدانش در اردوگاه دستجمعی بیرکناو متمرکز شدند. در اینجا مادر و یکی از خواهران ویزل به بهانه «مفید نبودن» و «به درد کار نخوردن» جان خود را در کوره‌های آدم سوزی از دست دادند. او که جوانی شانزده ساله بود به همراه پدرش به اردوگاه آشویتس، بزرگترین اردوگاه در غرب کراکوف در خاک لهستان، نزدیک مرز آلمان فرستاده شدند. این مجموعه شامل سه اردوگاه اصلی برای نسل‌کشی برنامه‌ریزی و ساخته شده بود که بزرگترین کوره‌های آدم سوزی در حل نهایی مسئله یهود را در بر می‌گرفت.
در ژانویه سال ۱۹۴۵ میلادی ارتش سرخ به دنبال ضد حمله خود به سرعت به آشویتس نزدیک می‌شد. نازی‌ها با عجله اسیرانی که هنوز قابل استفاده بودند را به اردوگاه دیگر در خاک آلمان منتقل کردند. ویزل و پدرش به اردوگاه بوخنوالد در آلمان شرقی، در هشت کیلومتری وایمار، در میان جنگل‌های چنار فرستاده شدند. در اینجا ویزل پدرش را نیز از دست داد.

## دوران آزادی
بعد از جنگ جهانی دوم و آزادی از اردوگاه، ویزل که هنوز ۱۸ ساله نشده بود، به پرورشگاهی در فرانسه فرستاده شد. در اینجا به دنبال علاقه شدید به فلسفه و علوم انسانی در سال ‍۱۹۴۸ در دانشگاه سوربن نام‌نویسی کرد و به شغل روزنامه‌نگاری پرداخت. سپس در سال ۱۹۶۳ به آمریکا مهاجرت کرد و در دانشگاه بوستون به تدریس علوم انسانی مشغول شد. میان سال‌های ۱۹۷۸ تا ۱۹۸۶ رهبری انجمن هولوکاست، ریاست جمهوری آمریکا در واشنگتن را به عهده گرفت.
ویزل بخاطر آثارش دربارهٔ هولوکاست در سال ۱۹۸۵ جایزه مدال طلای کنگره آمریکا و در سال ۱۹۸۶ جایزه صلح نوبل را دریافت کرد.
او یکی از بازماندگان هولوکاست بود که تجربهٔ شخصی خود را در تمام آثارش مشتمل بر بیش از شصت کتاب منعکس کرد. برجسته‌ترین آن‌ها شب نام دارد که خاطرات مستقیم او از دوران هولناک اردوگاه‌ها است. ویزل در سال ۱۹۹۲ میلادی مدال آزادی ریاست جمهوری آمریکا را دریافت کرد.
در تاریخ ۲۰ آوریل ۲۰۰۹ میلادی و در روز افتتاح کنفرانس دوربان ۲، الی ویزل به همراه تعدادی از دانشجویان و فعالان حقوق بشر یهودی، به اعتراض به محمود احمدی‌نژاد پرداختند. الی ویزل، در ۲ ژوئیه ۲۰۱۶ در سن ۸۷ سالگی در نیوریورک سیتی درگذشت.
مراسم تشیع پیکر الی ویزل، برنده جایزه صلح نوبل و بازمانده آشویتس و مدافع نامدار قربانیان جنایت علیه بشریت در کنیسه‌ای در نیویورک برگزار شد.

## کتابشناسی
الی ویزل، طی ۸۸ سالی که زندگی کرد، ۵۹ کتاب اعم از رمان، داستان، خاطرات، پژوهش، تحقیق و … نوشت که در اینجا به تعدادی از آنها اشاره می‌شود.
- شب ۱۹۶۰
- طلوع آفتاب۱۹۶۱
- روز ۱۹۶۲
- دروازه جنگل ۱۹۶۶
- افسانه‌های زمان ما ۱۹۶۸ (نوشته‌ها و داستان‌های کوتاه الی ویزل)
- گرگ و میش ۱۹۸۸